# Tamás Sneider
Tamás Sneider (ur. 11 czerwca 1972 w Egerze) – węgierski polityk, w latach 2018–2020 przewodniczący Ruchu na rzecz Lepszych Węgier (Jobbik), parlamentarzysta.

## Życiorys
W 1991 ukończył szkołę rolniczą ze specjalizacją w zakresie ogrodnictwa, a w 1991 historię na Katolickim Uniwersytecie Karola Eszterházyego w Egerze. W 1992 był współzałożycielem jednej z narodowych organizacji młodzieżowych. W 2000 wstąpił do Węgierskiej Partii Sprawiedliwości i Życia, a w 2007 dołączył do ugrupowania Jobbik, dwa lata później obejmując stanowisko wiceprzewodniczącego partii. W latach 2002–2010 wykonywał mandat radnego.
W wyborach w 2010 po raz pierwszy wybrano go na posła. Z powodzeniem ubiegał się o reelekcję w 2014 i 2018, po tych wyborach powoływano go na funkcję wiceprzewodniczącego Zgromadzenia Narodowego.
W maju 2018 został wybrany na nowego przewodniczącego swojego ugrupowania. Zastąpił Gábora Vonę, który zrezygnował z tej funkcji, motywując to słabym wynikiem wyborczym partii. Jego kontrkandydatem był László Toroczkai, uchodzący za przedstawiciela skrajnego skrzydła partii. Funkcję przewodniczącego partii pełnił do stycznia 2020. W maju tegoż roku opuścił grupę parlamentarną Jobbiku. W 2021 dołączył do ugrupowania Polgári Válasz.